# Prospodium manabii
Prospodium manabii är en svampart som beskrevs av Berndt 1998. Prospodium manabii ingår i släktet Prospodium och familjen Uropyxidaceae.   Inga underarter finns listade i Catalogue of Life.